# Velký Mehelník
Velký Mehelník s nadmořskou výškou 633 m je nejvyšší vrch Píseckých hor (Mehelnické vrchoviny). Nachází se asi 6 km jihovýchodně od Písku. Z vlastního zalesněného vrcholku není rozhled, ale nachází se zde větší množství žulových balvanů, mezi nimiž vyniká velký plochý kámen zvaný Loupežnický stůl. Vrch byl pravděpodobně kultovním místem a vztahuje se k němu několik pověstí.

## Geologie a prehistorie
Vrcholové partie Velkého Mehelníku jsou významnou geologickou lokalitou. Zdejší mohutné balvany patří ke granitoidům, převážně k durbachitům typu čertova břemene, a vynikají zajímavými formami zvětrávání a odnosu. Na balvanech je možno pozorovat četné skalní mísy a mrazové trhliny, vyskytují se tu i kamenná moře. Nejpozoruhodnější je výskyt dutin typu tafone, které patří k nejzachovalejším v Česku. V nižších partiích kopce byly skalní útvary poškozeny lomovou těžbou.
Při archeologických výzkumech byly nalezeny pozůstatky z pozdní doby kamenné a doby bronzové. Střepy nádob z doby halštatské se vyskytovaly i v těsné blízkosti Loupežnického stolu, což vedlo archeologa Bedřicha Dubského k přesvědčení, že mohlo jít o kultovní místo.

## Přístup
Na vrchol vede značená zelená okružní stezka (převážně po lesních cestách). Tradici mají silvestrovské a novoroční výstupy z Písku.

## Loupežnický stůl

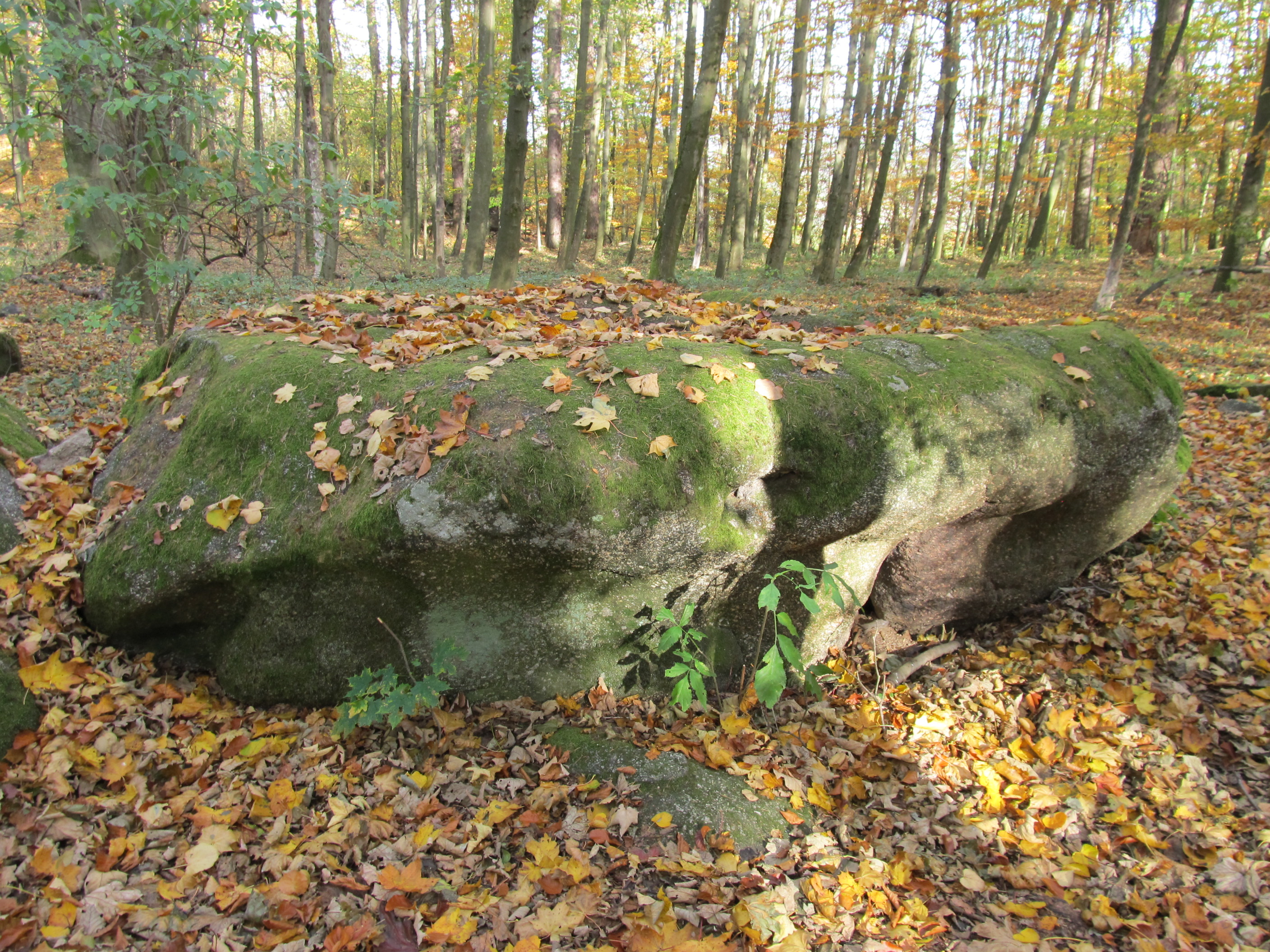
Loupežnický stůl

Velký plochý balvan na vrcholu Velkého Mehelníku je asi 1 m vysoký a svým téměř čtvercovým půdorysem připomíná stůl. Pojmenování Loupežnický stůl dostal v 19. století, dříve měl název Stolec. Prohlubně na jeho povrchu připomínají obětní misky, ale jsou přírodního původu (což však nevylučuje, že místo nebylo jako obětiště používáno). Jednu z pověstí, která se ke kameni a loupežníkům vztahuje, zpracoval jako povídku Josef Svátek v souboru Z pěti století.

## Pověsti
V pověstech je Velký Mehelník horou pokladů. Jedna vypráví o pacholkovi svážejícím dříví z lesa, který narazil na mříž, ukrývající vstup do podzemí. Vlezl dovnitř a uviděl tam velké bohatství, ale polekal se, aby mu neutekli koně a vrátil se k nim. Místo už znovu nenašel. Ve druhé pověsti se ženě, hledající zde houby, otevřela v místě Loupežnického stolu země. Spatřila síň plnou zlata a v ní rytíře v černém brnění. Po rytířově výkřiku "Až za tisíc let!" však vše opět zmizelo. Pověst, kterou zpracoval Josef Svátek, zmiňuje bandu loupežníků, vedených bývalým mlynářem Kozlíkem, který si nechal říkat rytíř z Mehelníku; poté, co byla banda zlikvidována, zde našli lidé jejich ukrytý poklad.
Velký Mehelník je také spojován se skřítkem Pimonem. Pod vrcholem se nachází Pimonova studánka a jedna skalní puklina nese název Pimonova sluj.